# Берматинген
Берматинген (нем. Bermatingen) — община в Германии, в земле Баден-Вюртемберг. 
Подчиняется административному округу Тюбинген. Входит в состав района Боденское озеро.  Население составляет 3871 человек (на 31 декабря 2010 года). Занимает площадь 15,45 км².